# دانشگاه جمهوریت سیواس٬ ترکیه
دانشگاه جمهوریت از دانشگاههای دولتی ترکیه است که در سال ۱۹۷۳ و همزمان با پنجاهمین سالگرد جمهوری ترکیه افتتاح گردید. مرکز اصلی دانشگاه پنج کلیومتر دورتر از شهر سیواس است.
در این دانشگاه بالغ بر ۵۰ هزار دانشجو مشغول به تحصیل هستند. این دانشگاه دارای ۱۵ دانشکده و۵ انیستیتو وابسته به مرکز اصلی دانشگاه میباشد. از جمله رشته های تحصیلی این دانشگاه می توان به رشته پزشکی، دندانپزشکی، علوم پایه، علوم اجتماعی، هنرهای زیبا، ارتباطات و …. اشاره کرد.